# 127 (liczba)
127 (sto dwadzieścia siedem) – liczba naturalna następująca po 126 i poprzedzająca 128.

## W matematyce
- 127 jest trzydziestą pierwszą liczbą pierwszą, następującą po 113 i poprzedzającą 131[1]
- 127 jest siódmą liczbą Mersenne’a (27 - 1)[2]
- 127 jest liczbą Friedmana (27 - 1)[3]
- 127 jest palindromem liczbowym, czyli może być czytana w obu kierunkach, w pozycyjnym systemie liczbowym o bazie 9 (151)
- 127 należy do jednej trójki pitagorejskiej (127, 8064, 8065).

## W nauce
- liczba atomowa unbiseptu (niezsyntetyzowany pierwiastek chemiczny)
- galaktyka NGC 127
- planetoida (127) Johanna
- kometa krótkookresowa 127P/Holt-Olmstead

## W kalendarzu
127. dniem w roku jest 7 maja (w latach przestępnych jest to 6 maja). Zobacz też co wydarzyło się w roku 127, oraz w roku 127 p.n.e.